# زبیده (هنرپیشه)
زبیده (انگلیسی: Zubeida؛ ۱۹۱۱ – ۱۹۸۸) بازیگر اهل هند بود.

از فیلم‌ها یا برنامه‌های تلویزیونی که وی در آن نقش داشته‌است، می‌توان به عالم‌آرا اشاره کرد.